# صورتی (ترانه لیزو)
«صورتی» (به انگلیسی: Pink) ترانه‌ای از خواننده و رپر آمریکایی لیزو می‌باشد که در ۲۱ ژوئیهٔ سال ۲۰۲۳ به‌عنوان قطعهٔ افتتاحی موسیقی‌متن فیلم محصول سال ۲۰۲۳ باربی، باربی آلبوم منتشر گردید. این ترانه توسط اندرو ویات، مارک رانسون و ریکی رید تهیه‌شده‌است.